# Fiat–Revelli Modello 1914
A Fiat-Revelli Modello 1914 foi uma metralhadora média italiana refrigerada a água produzida de 1914 a 1918. Foi a metralhadora padrão do exército italiano na Primeira Guerra Mundial e foi usada em número limitado na Segunda Guerra Mundial. Era alimentada por um carregador grande, que podia conter 50 tiros e disparava o mesmo cartucho 6,5 mm emitido para o fuzil Carcano. Como muitas metralhadoras daquele período, era refrigerada a água e um tanto pesada.

## Visão geral
Era muito semelhante à Maxim na aparência (tinha uma manga para refrigeração a água e tripé de aparência semelhante), embora seu funcionamento interno fosse totalmente diferente.
Algumas fontes afirmam que tinha um sistema de lubrificação de cartuchos, mas o manual da arma não menciona a sua presença, e parece que apenas uma versão de 1930 incorporou brevemente tal sistema. Era alimentado por um carregador de 50 ou 100 tiros, dividido em dez ou vinte compartimentos, cada um alimentado por um pente de fuzil. Este arranjo do carregador tornava seu recarregamento relativamente lento, sujeito a mau funcionamento e muito desconfortável em sua função de fogo sustentado.
Tinha câmara para o cartucho 6,5×52mm Carcano, o que facilitava a logística (já que era o mesmo cartucho do fuzil Carcano, embora não pudesse ser carregado usando os pentes em bloco de 6 cartuchos emitidos para fuzis), mas a tornou um pouco fraca em comparação para armas de maior calibre, pesava 17 kg (o tripé pesava 21,5 kg) e tinha uma cadência de tiro de 400-500 tiros por minuto, bastante baixa para este tipo de metralhadora.
Uma característica era a presença do tiro seletivo, que permitia a escolha entre tiro único, tiro "normal" e tiro automático.
Foi a base para a Fiat–Revelli Modello 1935.